# Johann Friedrich Karcher
Pour les articles homonymes, voir Karcher.

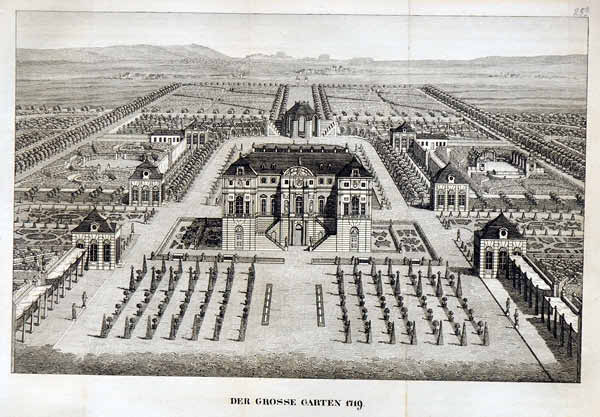
Palais du prince Georges à Dresde en 1719

Johann Friedrich Karcher, né le 8 septembre 1650 à Dresde et mort le 9 février 1726 à Dresde, est un architecte et paysagiste saxon qui fut le premier à importer le style des jardins classiques à la française de Le Nôtre en Allemagne.

## Biographie
Karcher fait son apprentissage auprès de Wolf Caspar von Klengel (en), puis il devient jardinier en chef à la cour de Jean-Georges II de Saxe. Il aménage avec Johann Georg Starcke (de) le parc du Palais im Großen Garten (de) (littéralement : palais du grand jardin, nommé aussi palais du prince Georges), château de plaisance situé à Dresde, construit pour la cour de Saxe en 1680. Il dessine un parc à la française en 1684, avec des allées rectilignes et des aménagements baroques. Starcke bâtit des pavillons et des fabriques dans le parc selon les instructions de Karcher entre 1684 et 1694. L'aménagement du parc entre ensuite dans une période de stagnation et il faut attendre le règne d'Auguste le Fort pour que les directives de Karcher soient entièrement suivies.
Karcher dessine aussi en 1682 les plans du petit jardin de plaisance du Zwinger avec Pöppelmann son élève. Il entreprend un voyage en Italie en 1693 et rapporte des plans nouveaux, et se rend à Paris en 1698 pour un voyage d'études. Il est nommé second jardinier en chef à la cour de Pologne en 1699 et premier jardinier en chef de Dresde en 1706, jusqu'en 1718. Il se fait connaître comme le nouveau Vitruve. Il participe ensuite à la restructuration de Dresde qui, de ville Renaissance, devient une ville baroque. Ces énormes chantiers dureront plusieurs dizaines d'années.
Karcher se rend à nouveau à Paris et à Versailles en 1714. Il en rapporte l'idée de nouveaux bassins, allées et labyrinthes, ainsi que de bosquets et parterres qu'il transcrit à Dresde, notamment au palais hollandais (renommé plus tard palais japonais), où il bâtit des jardins en terrasse. Il aménage aussi à la fin de sa vie le parc du château de Joachimstein, près de Görlitz, et celui du château de Neschwitz, pour le duc Frédéric-Charles de Wurtemberg.
Pöppelmann lui succède comme architecte de la cour.
Son monument funéraire se trouve dans l'église évangélique de Leubnitz-Neuostra (de) qu'il a restaurée en 1720.